# Lutz Görner

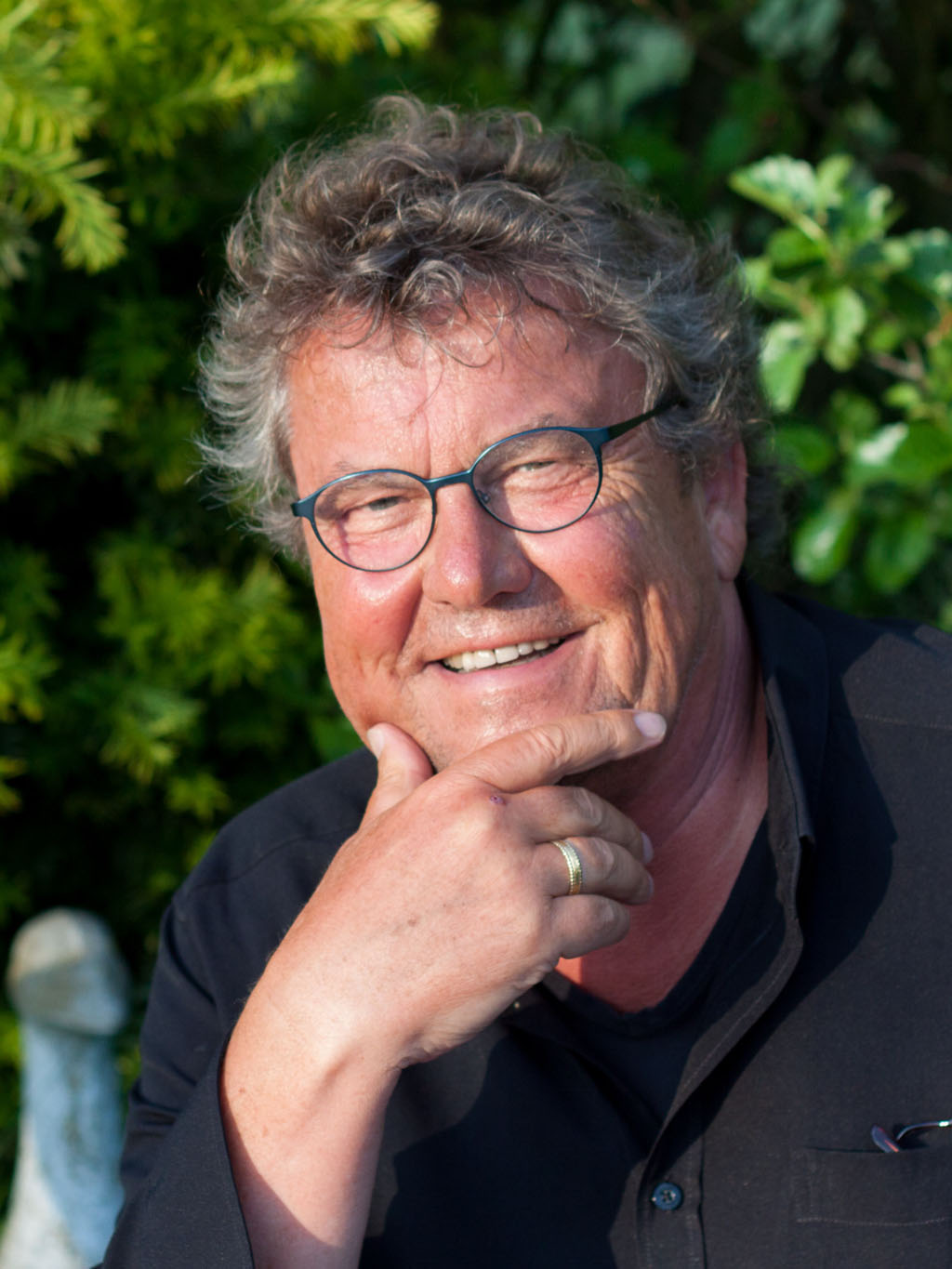
Lutz Görner (2014)

Lutz Görner (* 1. Januar 1945 in Zwickau; † 3. April 2024) war ein deutscher Rezitator.

## Leben
Görner wuchs im Rheinland auf und stand als Schüler in Statistenrollen und als Tänzer im Stadttheater Aachen auf der Bühne. Er wollte zunächst Theaterintendant werden, studierte in Köln Theaterwissenschaft, Germanistik, Kunstgeschichte, Philosophie und Soziologie und besuchte dort die Schauspielschule. Es folgten Tätigkeiten an verschiedenen deutschen Bühnen als Bühnenarbeiter, Requisiteur, Schauspieler und Regisseur. Politisch organisierte sich Görner viele Jahre in der DKP.
Mitte der 1970er Jahre war Görner zunächst in München als Rezitator der Werke Heinrich Heines tätig. 1981 unternahm er zusammen mit Tahsin İncirci eine Tournee durch Deutschland unter dem Titel Ich liebe mein Land als Rezitator der Werke Nâzım Hikmets. Bis 1988 arbeitete er eng mit Ulrich Türk zusammen, der seine Programme und LPs musikalisch ausgestaltete. Programme wie Goethe für alle öffneten ihm die Stadttheater und Spielstätten auf der ganzen Welt. Görners Interpretation von Heinrich Heines Gedicht Deutschland – Ein Wintermärchen hatte im Großen Saal der Glocke in Bremen seine 1.000 Aufführung. Görner ging mit Programmen wie Droste für alle, einem Brecht-Programm (musikalisch begleitet von Oliver Steller, Dietmar Fuhr und Bernd Winterschladen) und über Friedrich Schillers Opiumschlummer und Champagnerrausch (mit Stefan Sell) auf Tournee. Von 1992 bis 1999 leitete Görner in Köln sein eigenes „Rezitheater“.
Im Fernsehen war Görner von 1993 bis 2010 durch die 200-teilige Serie „Lyrik für alle“ vertreten, eine kleine gesprochene Literaturgeschichte der Lyrik vom Barock bis heute, die jeden Sonntagmorgen bei 3sat gesendet wurde.
Ab 2012 trat Görner im Rahmen von ihm inszenierter und begleiteter Klavierabende auf. Diese Abende waren eine Mischung aus Literatur und Musik von Komponisten, meist des 19. Jahrhunderts. Es entstanden Programme über Franz Liszt, Frédéric Chopin, Richard Wagner, Ludwig van Beethoven, Franz Schubert, Giacomo Meyerbeer, Robert Schumann sowie italienische Musik von Rossini, Donizetti, Bellini, unter dem Titel Eine italienische Nacht.
Lutz Görner lebte bis zu seinem Tod im Oberbergischen bei Köln. Sein Cousin ist der Berliner Fotograf Reinhard Görner.

## Diskografie

### Kassette
- Das Poesiealbum - Lyrik von Goethe bis Fried mit Vridolin Enxing und Klaus Burger.  , Verlag Görners Reziteater, Verl. für das Gesprochene Wort; 5. Aufl. Edition (1. Januar 1991)

### Vinyl
- Heinrich Heine: Deutschland, ein Wintermärchen, Verlag pläne 1977, Doppel-LP, pläne S 44 401
- Brecht, Eisler, Görner – Texte zur Lage der Nation, Suhrkamp Verlag, 1979, LP Esel rec. A-4334
- Tucholsky, Hanns Eisler: Lieder und Texte. Lutz Görner spricht und singt, Verlag pläne, 1981, LP, pläne H-70179/80
- Ich liebe mein Land: Lutz Görner spricht Nâzım Hikmet, Verlag pläne, 1982, LP, pläne A-6171
- Lutz Görner stellt vor: Goethe für alle, Verlag pläne, 1982, Doppel-LP, pläne 88 296/97
- Dort, wo man Bücher verbrennt ... Texte und Lieder verbrannter Dichter, Verlag Theater Forum Köln, 1983, LP, VT 83/1009 – die gleiche Platte als Fahrlässig umgebracht – Texte und Lieder verbrannter Dichter, Verlag pläne, 1985, LP, pläne 88 437
- Lutz Görner stellt vor: Balladen für Kinder, Verlag Theater Forum Köln, 1983, LP, VT 83/1010
- Die Bibel – Texte von Abraham bis Jesus gesprochen und gesungen von Lutz Görner, Verlag pläne, 1985, Doppel-LP, pläne 88456/57
- Nelson Mandela: Ich bin der Angeklagte Nr. 1, Verlag pläne, 1986, LP, pläne 88 494
- Goethe: Reineke Fuchs. Gesprochen von Lutz Görner, Reziteater Verlag Köln, 1988, LP, D.P. 88001

### CD
- Trunken von Gedichten: die fünfzig schönsten Texte aus fünfundzwanzig Jahren Rezitation, Heine, Naxos, 2000, 2 CDs, ISBN 3-89816-021-1
- Die Neuen in 2000: eine Auswahl zum Kennenlernen, Naxos, 2000, ISBN 3-89816-017-3
- Salomo: die Sprüche; der Prediger; das Hohelied; das Buch Ruth; das Buch der Könige, Naxos, 2000, ISBN 3-89816-018-1
- Nelson Mandela: Amandla! Wir werden siegen!; Verteidigungsrede vom 20. April 1964, Naxos, 2000, ISBN 3-89816-015-7
- Kunst wäscht den Staub des Alltags von der Seele: neue Gedichte für Neugierige; fünfundfünfzig unveröffentlichte Gedichte von dreiundzwanzig Lyrikerinnen und Lyrikern, Naxos, 2001, 2 CDs, ISBN 978-3-89816-061-2
- Goethe für Kinder. Goethes letzter Geburtstag, Naxos, 2001, 2 CDs, ISBN 3-89816-062-9
- Kurt Tucholsky: Ein kurzes Leben (1890–1935), Naxos, 2001, 3 CDs, ISBN 3-89816-068-8
- Droste für alle: Gedichte, Prosa, Briefe, Musik; ein Lebensbild in Gedichten und Musik der Dichterin und Komponistin Annette von Droste-Hülshoff (1797–1848), Naxos, 2002, ISBN 3-89816-110-2
- Wilhelm Busch: Leben, Gedichte, Geschichten, Naxos, 2002, 3 CDs, ISBN 3-89816-111-0
- Erotische Lyrik: Gedichte und Lieder voller Sinnenlust, Naxos, 2003, ISBN 3-933514-58-4
- Lyrikerinnen: von den Anfängen bis 1900; Gedichte und Musik von Frauen, Naxos, 2003, 2 CDs, ISBN 3-89816-065-3
- Joachim Ringelnatz: ein Artistenleben; 1919 - 34, Naxos, 2003, ISBN 3-89816-016-5
- Heinz Kahlau: 120 Gedichte aus 50 Jahren und 1 Interview, Naxos, 2003, 3 CDs, ISBN 3-89816-120-X
- Die Bibel: Texte und Lieder von Abraham bis Jesus, Naxos, 2003, 2 CDs. ISBN 3-933514-59-2
- Clemens Brentano: Selig, wer in Träumen stirbt; Clemens und Sophie, ein Hörstück aus 36 romantischen Liebesgedichten, Naxos, 2003, ISBN 3-89816-129-3
- Lutz Görner spricht und singt Erotische Lyrik. Begleitung: Laura Young, Livemitschnitt Rezitheater Köln 1993, ISBN 3-933514-58-4.
- Camille Saint-Saëns: Der Karneval der Tiere: eine zoologische Fantasie, Naxos, 2003, ISBN 3-89816-136-6
- Bertolt Brecht: ein Leben in Gedichten, Naxos, 2003, ISBN 3-89816-130-7
- Das Musikalische Opfer, Widmungsgeschichte für Johann Sebastian Bach, Naxos, 2008, 3 CDs, ISBN 978-3-89816-278-4
- Joseph Haydn: Sein Leben, seine Musik, Naxos, 2008, 3 CDs, ISBN 978-3-89816-285-2
- Musik für Kinder: Barock, Klassik, Romantik , Naxos, 2007, ISBN 978-3-89816-276-0
- Eine italienische Nacht, Briefe und Musik aus Italien von Liszt, Rossini, Bellini, Donizetti, Paganini in der Klavierfassung von Franz Liszt. 3 CDs. Am Flügel: Nadia Singer
- Ludwig van Beethoven – Sein Leben – Seine Musik. Ein Abend von und mit Lutz Görner auf 3 CDs. Am Flügel: Nadia Singer
- Heinrich Heine schreibt Briefe an Giacomo Meyerbeer – Musik aus Robert der Teufel, Die Hugenotten und Der Prophet in der Klavierfassung von Franz Liszt auf 3 CDs. Am Flügel: Nadia Singer
- Franz Liszt – Sein Leben – Seine Musik. Eine Liveaufnahme (30. April 2016)  aus dem Sendesaal in Bremen. 3 CDs. Am Flügel: Nadia Singer
- Franz Schubert – Ein Klavierabend von und mit Lutz Görner (Sprache),  Nadia Singer (Klavier), Edward Leach (Gesang). 3 CDs
- Französische Konzertwalzer – Eine Zeitreise – Moderation: Lutz Görner. Nadia Singer spielt Konzertwalzer aus 100 Jahren. Livemitschnitt aus dem Sendesaal Bremen vom 12. Oktober 2017. 3 CDs
- Wagner-Liszt Liszts Briefwechsel mit Wagner und dessen Opernmusik auf 3 CDs. Am Flügel: Nadia Singer
- Robert Schumann – Lutz Görner (Das Leben) – Nadia Singer (Die Musik) – Edward Leach (Die Lieder). 3 CDs